# Papierloos kantoor

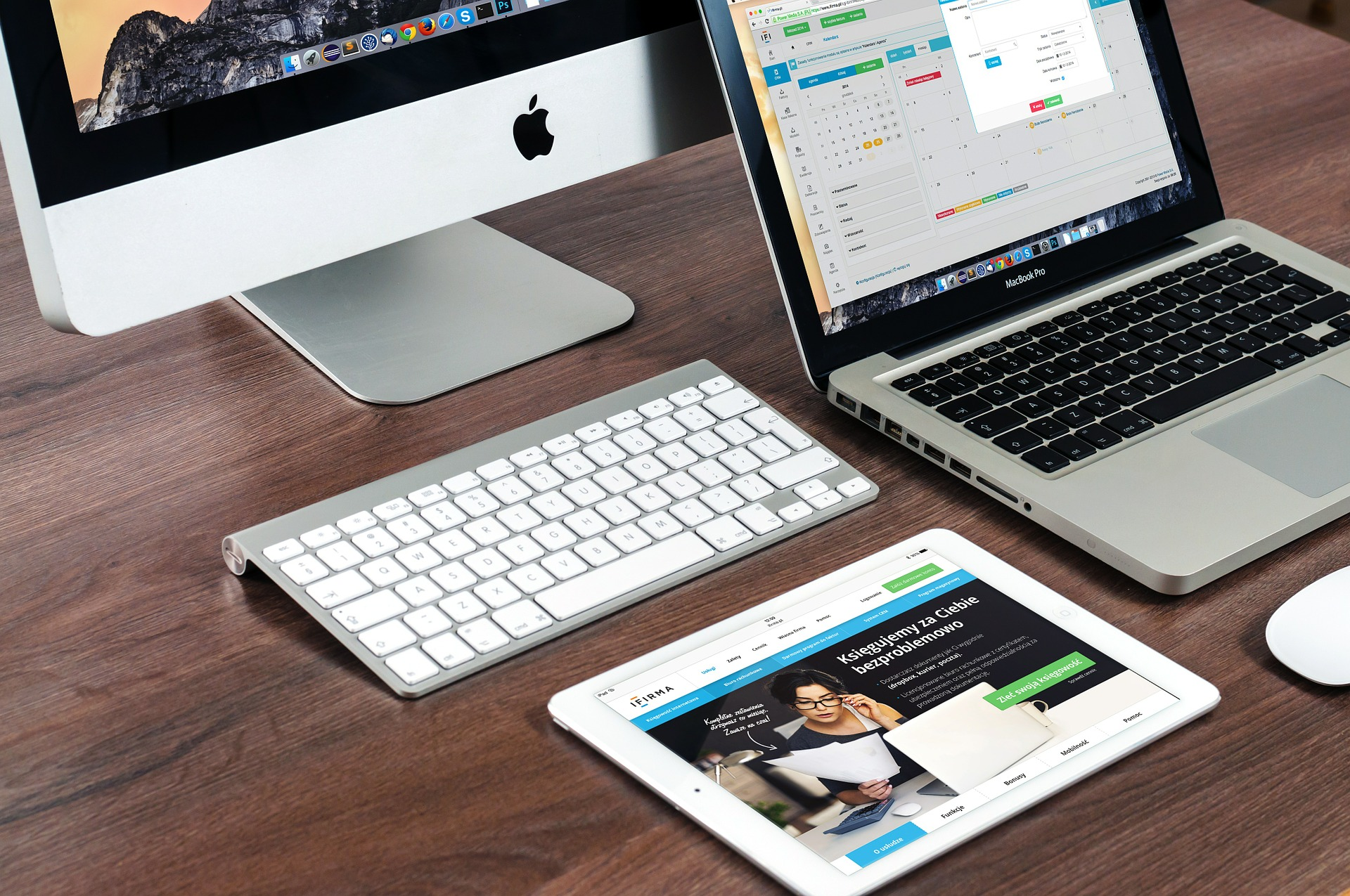
Het gebruik van computers en tablets in een papierloos kantoor.

Een papierloos kantoor is een werkomgeving waarin het gebruik van papier overbodig is gemaakt of grotendeels gereduceerd is. Men heeft papieren documenten omgezet naar digitale bestanden door middel van digitalisering.

## Beschrijving
Een vroege voorspelling van een papierloos kantoor werd al gedaan in 1975 in het Amerikaanse zakenblad Bloomberg Businessweek. Het achterliggende idee was dat kantoorautomatisering papier overbodig zou maken voor dossiers en boekhouden. Echter, door innovatie in printers en kopieerapparaten werd het eenvoudig om grote hoeveelheden kopieën te maken van een document, waardoor het wereldwijde gebruik van papier verdubbelde van 1980 tot 2000.
Veel traditionele kantoren hebben archiefkasten, lades en planken voor mappen en documenten. Deze nemen soms een aanzienlijke ruimte in, in tegenstelling tot een papierloos kantoor, ingericht met een bureau, computer en opslagmedium.
Voor het digitaliseren van papieren documenten kan men gebruik maken van een scanner met optische tekenherkenning, een digitale camera, maar ook spraakherkenning kan worden gebruikt voor het inspreken van teksten.

## Technologieën
Er zijn verschillende technologieën voorhanden om documenten digitaal te beheren:
- Database, doorzoekbaar en te archiveren, kan ook worden gekoppeld voor invullen van klantgegevens in digitale documenten.
- Digitale handtekening, om documenten digitaal te ondertekenen.
- Portable document format (PDF-formaat), vanaf 1993 een standaard voor uitwisseling van elektronische documenten.
- Webinterface, om via een browser vanaf elke plek toegang te krijgen tot digitale informatie.
- Workflow management, middels workflows het beheersen van informatie.

## Voor- en nadelen
Papieren documenten zijn vaak moeilijk te doorzoeken of in te delen in meerdere verschillende categorieën, is soms opgeslagen op meerdere plekken of locaties, en dragen bij aan ontbossing. Printerinkt en toners zijn relatief duur en bevatten niet-herbruikbare oliën.
Als nadeel gebruiken computers en servers energie, en moeten werknemers worden bijgeschoold om de nieuwe technologie effectief te kunnen gebruiken. Met de uitwisseling van elektronische documenten en dossiers moet elke partij over geschikte software voor het beheer beschikken. Ook ontbreekt een 'loopje' om een dossier te halen.
Het gebruik van papier zal vooralsnog in meer of mindere mate aanwezig blijven. Ook vanwege overheidsregulaties, industriestandaarden en wettelijke eisen is meestal een papieren document vereist.